# Albacete Basket
El Albacete Basket es un club de baloncesto español con sede en la ciudad de Albacete, mayor capital de la comunidad autónoma de Castilla-La Mancha, que compite en Segunda FEB (anteriormente denominada LEB Plata).
Fue fundado en 2012 con la fusión de los dos clubes históricos más importantes de la ciudad para crear un club poderoso con el objetivo de alcanzar la ACB. En la temporada 2022-23 militó en la LEB Oro.

## Historia
El Albacete Basket fue fundado en 2012 con la fusión de los clubes de baloncesto más importantes de la ciudad: el CABA (Club Amigos Baloncesto Albacete) y el EBA (Escuelas Baloncesto Albacete) con el fin de crear un equipo más potente tanto deportiva como económicamente al unir sus fuerzas para lograr cotas altas.
Comenzó su andadura compitiendo directamente en la Liga EBA la temporada 2012-13 dado que los clubes que se fusionaron, CABA y EBA, habían conseguido ambos el ascenso a la categoría en ese año. 
Tras un buen primer año en el que logró la permanencia, el Albacete Basket consiguió alcanzar el play-off las dos temporadas siguientes consolidándose como uno de los mejores equipos de la categoría, habiéndose quedado a las puertas del ascenso a la LEB Plata en los años 2014 en beneficio del Universidad de Valladolid y 2015 en beneficio de Covirán Granada.
El Albacete Basket fue invitado por la Federación Española de Baloncesto para participar en la LEB Plata en la temporada 2015-16 tras la renuncia de algunos clubes de dicha categoría y tras haberse quedado a las puertas de la misma en el play-off. Sin embargo, el club renunció a su plaza por querer conseguir el ascenso a LEB Plata en la pista y no en los despachos. Finalmente, en 2016 consigue el ascenso a LEB Plata. 
En la temporada 2017-18 jugó los play-offs de ascenso a LEB Oro, quedándose a las puertas de la final por el ascenso, tras caer en el quinto partido ante el Real Canoe, equipo que logró el ascenso a la segunda categoría del baloncesto español. En 2022 ascendió a la LEB Oro en los play-offs tras ser campeón de la liga regular venciendo en la final al filial del Valencia Basket.
El 8 de octubre de 2022 debutó en LEB Oro apabullando al Oviedo Club Baloncesto 88-42 en El Parque situándose líder de la clasificación tras la primera jornada, venciendo entre otros, a Movistar Estudiantes en casa y a San Pablo Burgos como visitantes.
En 2023 Guillem Ferrando se convirtió en el primer jugador internacional absoluto con la selección española del Albacete Basket tras ser convocado por Sergio Scariolo y el segundo internacional absoluto de su historia tras el finlandés Remu Raitanen entre otros jugadores extranjeros que también ha sido internacionales absolutos con sus respectivos países. 
El 13 de mayo de 2023 descendió de categoría tras caer en Valladolid. 
En la temporada 2023/2024 llegó a la fase final de los Play off por el ascenso, quedando solo a cinco puntos de alcanzar la 1ª FEB.

## Denominaciones
- Albacete Basket (-2015)
- Arcos Albacete Basket (2015-2020)
- Albacete Basket (2020-2021)
- Bueno Arenas Albacete Basket (2021- )

## Resultados por temporada
| Temporada | Nivel | División    | Pos. | Postemporada              | TR    | PO          | Copa        | Copa |
| --------- | ----- | ----------- | ---- | ------------------------- | ----- | ----------- | ----------- | ---- |
| 2012-13   | 4     | Liga EBA    | 9.º  | –                         | 13-15 | –           | –           | –    |
| 2013-14   | 4     | Liga EBA    | 2.º  | Fase final (6.º)          | 22-8  | 2-1         | –           | –    |
| 2014-15   | 4     | Liga EBA    | 2.º  | Fase final (6.º)          | 19-7  | 2-1         | –           | –    |
| 2015-16   | 4     | Liga EBA    | 1.º  | Fase final (3.º)/ Ascenso | 21-5  | 3-0         | –           | –    |
| 2016-17   | 3     | LEB Plata   | 15.º | –                         | 9-21  | –           | –           | –    |
| 2017-18   | 3     | LEB Plata   | 6.º  | Semifinal (5.º)           | 18-12 | 5-4         | –           | –    |
| 2018-19   | 3     | LEB Plata   | 17.º | –                         | 17-17 | –           | –           | –    |
| 2019-20   | 3     | LEB Plata   | 15.º | –                         | 12-13 | –           | –           | –    |
| 2020-21   | 3     | LEB Plata   | 4.º  | Octavos final (11.º)      | 15-11 | 1-1         | –           | –    |
| 2021-22   | 3     | LEB Plata   | 1.º  | Semifinal (2.º)/ Ascenso  | 19-7  | (0-2) 2-1-1 | –           | –    |
| 2022-23   | 2     | LEB Oro     | 18.º | Descenso                  | 7-27  | –           | –           | –    |
| 2023-24   | 3     | LEB Plata   | 3.º  | Semifinal (5.º)           | 18-8  | 3-3         | –           | –    |
| 2024-25   | 3     | Segunda FEB | 9.º  | –                         | 12-14 | –           | Copa España | FG   |

## Cancha
La cancha del Albacete Basket es el Pabellón del Parque de la capital castellano-manchega, donde disputa sus encuentros oficiales como local. El céntrico pabellón cubierto, situado en los alrededores del parque Abelardo Sánchez, fue inaugurado en 1975 por los príncipes Juan Carlos y Sofía; cuenta con capacidad para 1.200 espectadores. 
Está en proyecto la construcción del palacio de deportes Albacete Arena, con capacidad para 6000 espectadores, donde la franquicia de baloncesto castellano-manchega disputaría sus encuentros como local.